# Chtchiolkovo
Chtchiolkovo (en russe : Щёлково) est une ville de l'oblast de Moscou, en Russie. Sa population s'élevait à 116 366 habitants en 2014.

## Géographie
Chtchiolkovo est située à 35 km au nord-est de Moscou, au bord de la Kliazma, un affluent de l'Oka.

## Histoire
Chtchiolkovo est d'abord un village qui est la possession de la Laure de la Trinité-Saint-Serge, depuis les années 1520. À partir du XVIIIe siècle, le village s'est transformé en un important centre d'artisanat, en particulier pour le tissage de la soie. Les premières usines textiles sont créées au XIXe siècle. L'une d'elles est créée par l'industriel Louis Rabeneck, d'Elberfeld, en Prusse. Elle existe encore de nos jours sous le nom de Combinat de coton de Chtchiolkovo M. I. Kalinine (en russe : Щёлковский хлопчатобумажный комбинат имени М. И. Калинина). La ville de Chtchiolkovo est fondée en 1925 à partir du village de Chtchiolkovo auquel sont réunis plusieurs villages environnants.

## Population
Recensements (*) ou estimations de la population
| 1926*  | 1939*  | 1959*  | 1970*  | 1979*   |
| ------ | ------ | ------ | ------ | ------- |
| 12 513 | 27 209 | 62 051 | 78 288 | 100 281 |

| 1989*   | 2002*   | 2010*   | 2013    | 2014    |
| ------- | ------- | ------- | ------- | ------- |
| 109 225 | 112 865 | 110 380 | 112 993 | 116 366 |

## Économie
Les principales entreprises sont dans les secteurs de l'industrie textile (entreprise Slavir : filés de coton, habillement), chimique et la construction mécanique. La ville est reliée par la voie ferrée à la gare de Iaroslavl à Moscou.
La Cité des étoiles, centre d'entrainement des cosmonautes qui comprend un aérodrome dédié, est installée dans la ville depuis 1960.

## Espace
On y trouve un des centres du Deep Space Network soviétique (55° 52′ 05″ N, 37° 57′ 07″ E).

## Jumelages
Chtchiolkovo est jumelée avec :
- Brovary (Ukraine)
- Hemer (Allemagne)
- Lohja (Finlande)
- Talsi (Lettonie)

## Sport
- FK Spartak Chtchiolkovo, club de football ayant évolué professionnellement entre 1993 et 2009.